# Rydlo

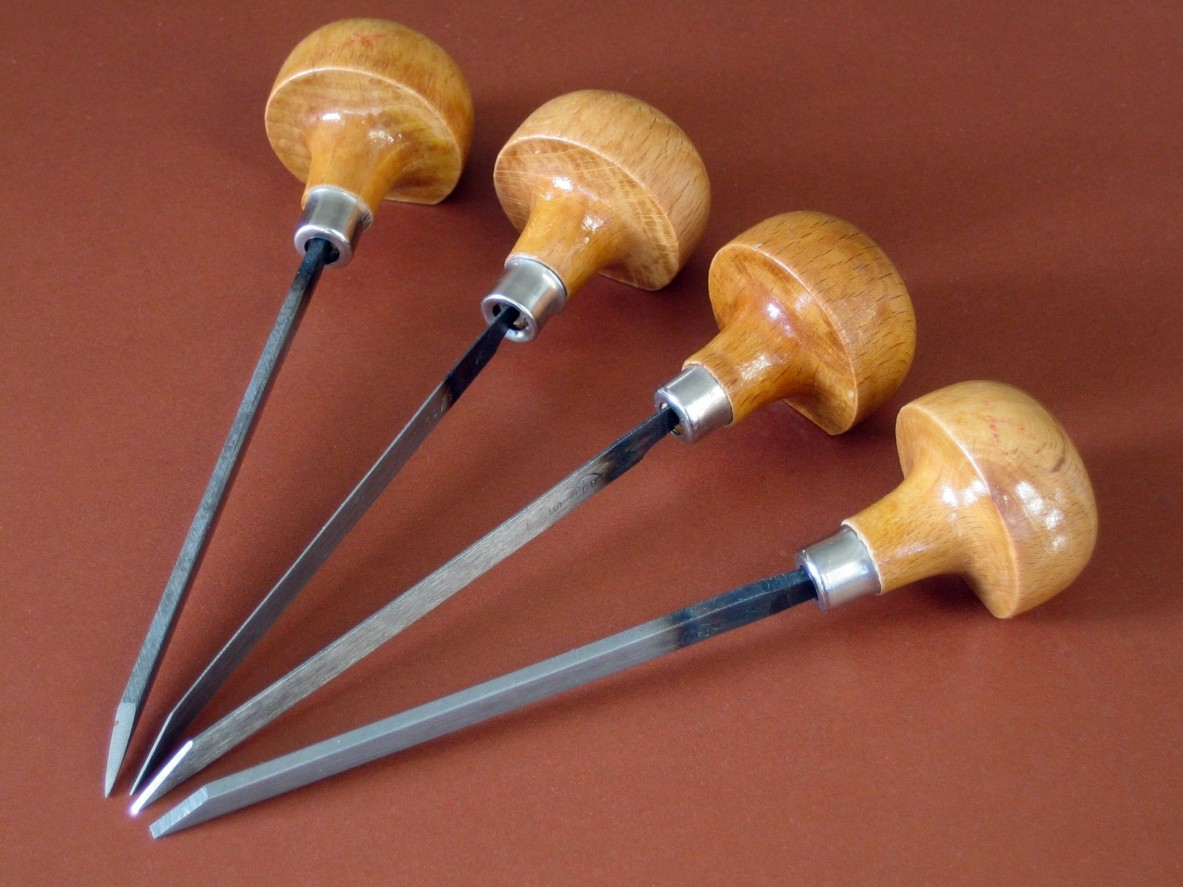
Sada rydel

Rydlo je jednoduchý ruční nástroj s jediným břitem, který slouží k odebírání materiálu. Rydla jsou hlavními nástroji pro rytce, zlatníky a grafiky a mají velmi rozmanité tvary.

## Rydla podle materiálu a použití
Podle materiálu, který se jimi zpracovává, se rydla dělí na:
- rydla na měkké materiály (linoleum, dřevo)
- rydla na kov.

Rydla na dřevo, linoleum, umělé hmoty a pod. se užívají na vytváření uměleckých dřevorytů a linorytů. Podobají se žlábkovitým tvarovým dlátům a v moderní době se často vyrábějí z ocelového plechu. Úhel břitu je velmi ostrý a materiál se jím spíše krájí. Protože dřevoryty a linoryty slouží obvykle k tisku z výšky, rytec musí odstranit budoucí bílé plochy a tiskne se z ploch, které zůstaly nedotčené.
Rydla na kov se užívají hlavně trojím různým způsobem:
- Na rytí do plochy, čímž vznikají ozdobné kresby na špercích, ozdobných předmětech a podobně.
- Na vytváření rytin do mědi nebo oceli pro tisk z hloubky. Rydlem se vytvářejí rovné nebo zakřivené linie, které budou na tisku černé.
- Na jemné tvarování šperků, zasazování kamenů a podobně.
- Na jemné tvarování raznic a lisovacích nástrojů. V této oblasti je však nahrazují jiné technologie, zejména vyjiskřování.

Rydla na kov mají poměrně tupý úhel břitu a různé tvary. Nejběžnější jsou špičatá rydla, která vytvářejí drážku trojúhelníkovitého profilu. Kromě toho se užívají rydla plochá, nožovitá s bočním ostřím, matovací a podobně.